# Anse Réunion FC
Anse Réunion FC là một câu lạc bộ bóng đá Seychelles có trụ sở tại La Digue, hiện đang chơi ở Seychelles League.

## Thành tựu
- Seychelles League: 1

2006
- Cúp FA Seychelles: 2

2002, 2012
- Seychelles League Cup: 1

2007

## Xuất hiện trong các cuộc thi CAF
- CAF Champions League: 1 lần xuất hiện

2007   - Vòng sơ loại
- Cúp Liên đoàn CAF: 1 lần xuất hiện

2008   - Vòng đầu tiên
- Cúp vô địch CAF Cup: 1 lần xuất hiện

2003   - Vòng đầu tiên

## Cầu thủ có quốc tịch kép
- Andy Ernesta
- Armantal Ernesta